# Mònica Palacín i París
Mònica Palacín i París   (Barcelona, 30 d'octubre de 1972) és una política catalana i diputada electa al Parlament de Catalunya per Esquerra Republicana de Catalunya. Llicenciada en Filologia Anglesa amb menció Alemanya per la Universitat de Barcelona, és professora d'ESO de llengua anglesa. Des de 2003 és regidora a l'ajuntament de Pineda de Mar i consellera comarcal del Maresme des de 2015.
A les eleccions al Parlament de Catalunya de 2017 fou escollida com a diputada amb la llista d'Esquerra Republicana de Catalunya-Catalunya Sí.